# Молдабаев, Ережепбай
Ережепба́й Молдаба́ев (каз. Ережепбай Молдабаев; 1925—1944) — участник Великой Отечественной войны, командир отделения 545-го стрелкового полка 389-й Бердичевской стрелковой дивизии, (3-я гвардейская армия, 1-й Украинский фронт). Герой Советского Союза, младший сержант.

## Биография
Ережепбай Молдабаев родился в 1925 году в селе Хатын-Купр, ныне в черте города Шымкент, Южно-Казахстанской области, Республики Казахстан. Казах. Происходит из рода кулшыгаш племени конырат. Работал в колхозе имени Тельмана Чимкентского района мирабом. В Красной Армии с 1943 года.
В боях Великой Отечественной войны с апреля 1943 года на Северо-Кавказском и 1-м Украинском фронтах.
Стрелок 9-й стрелковой роты 545-го стрелкового полка 389-й стрелковой дивизии рядовой Молдабаев отличился 4 января 1944 года в боях при взятии города Бердичев. При прорыве переднего края обороны противника он первым ворвался в траншею врага и уничтожил гранатами и из автомата 5 гитлеровцев. Приказом № 02/н от 13 января 1944 года по 545-му стрелковому полку 389-й стрелковой дивизии рядовой Ережепбай Молдабаев был награждён медалью «За отвагу».
29 июля 1944 года младший сержант Молдабаев вместе с заместителем командира батальона и четырьмя бойцами первым на лодке стали форсировать реку Висла. После ожесточённого миномётного и пулемётного огня противника их лодка была разбита. Находившийся в лодке заместитель командира батальона был тяжело ранен, и, потеряв сознание, начал тонуть. Молдабаев бросился в воду и вытащил утопающего командира и ещё двух бойцов на берег. После этого он вплавь добрался до западного берега Вислы и сходу начал отбивать атаки противника, обеспечив переправу остальным бойцам своей роты. Двое суток, не имея связи с полком, Молдабаев в числе 11-ти оставшихся на западном берегу солдат отбивал контратаки немцев. За это время ими было отражено 9 контратак численно превосходящих сил противника. Плацдарм был удержан, что обеспечило переправу остальным подразделениям полка.
Младший сержант Молдабаев погиб в бою 7 августа 1944 года. Похоронен в селе Грудза Яновского повята Люблинского воеводства, Польша.
Звание Героя Советского Союза присвоено 23 сентября 1944 года.

## Награды
- Медаль «Золотая Звезда» Героя Советского Союза (указ Президиума Верховного Совета СССР от 23.09.1944)[3][5].
- Орден Ленина (указ Президиума Верховного Совета СССР от 23.09.1944).
- Медаль «За отвагу» (Приказ № 2-н от 13.01.1944 по 545-му стрелковому полку 389-й стрелковой дивизии)[2].